# Южный (Багратионовский район)
Ю́жный, до 1946 года — Йесау (нем. Jesau) — посёлок (прежде посёлок городского типа) в Багратионовском районе Калининградской области. Входит в состав Нивенского сельского поселения.
Население — 2772 чел. (2010).

## География
Южный расположен к юго-востоку от Калининграда (Кенигсберга) и к северу от Багратионовска (бывш. Preußisch Eylau). Через Южный проходит автомобильная трасса А-195 Калининград—Багратионовск—российско-польская граница. Ходит автобус 109 до Калининграда.

## История
В Йесау в 1726 году построена кирха. В 1935—1936 годах был построен военно-испытательный аэродром. На начало 1945 года на аэродроме базировались 33 самолета Ju-188, 22 самолета FW-190, 20 самолетов Me-109. До 1945 года Йесау входил в состав Пруссии, затем Германии.
Во время Второй мировой войны в апреле 1945 года был взят частями 3-го Белорусского фронта. В период с апреля 1945 года по июль 1945 года на аэродроме базировались штаб и полки 277-й штурмовой авиационной Красносельской Краснознамённой орденов Суворова и Кутузова дивизии на самолетах Ил-2,Ла-5. В июле 1945 года дивизия перебазировалась на аэродром Раквере.
После войны по решению Потсдамской конференции передан СССР. Посёлок получил название Йесау. В 1946 году был переименован в Южный. В этом же году была открыта 7-летняя школа. В 1969 году открылась средняя школа.
С октября 1952 года на аэродроме дислоцировался 689-й гвардейский Сандомирский ордена Александра Невского истребительный авиационный полк имени трижды Героя Советского Союза маршала авиации Александра Покрышкина (до 1949 года — 16 ГВИАП,), а с апреля 1978 года — ещё и 288 Отдельный вертолетный полк (288 ОВП). В июле 2002 года 288 ОВП переформирован и передислоцирован на аэродром «Чкаловск», в 2004 году военные покинули аэродром.

## Население
| 1910 | 1939  | 2002  | 2010  |
| ---- | ----- | ----- | ----- |
| 209  | ↗1980 | ↗3070 | ↘2772 |

## Образование
- Средняя школа
- Музыкальная школа